# Khatir-al-Mulk Abu-Mansur Muhàmmad ibn Hussayn al-Maybudí
Khatir-al-Mulk Abu-Mansur Muhàmmad ibn Hussayn al-Maybudí fou visir seljúcida. La seva nisba remet a la ciutat persa de Maybud.
És esmentat com a visir del sultà Barkyaruq el 1101 i després com a mustawfí de Ghiyath-ad-Din Muhàmmad (I) Tapar ibn Màlik-Xah (1105–1118) vers 1106 a 1107 i visir del 1110 a 1111. Del 1118 al 1119 apareix com a tughraí de Mahmud (II) ibn Muhàmmad ibn Màlik-Xah (1118–1131) i d'allí va passar a funcions de visir provincial del príncep Saljuk-Xah ibn Muhàmmad ibn Màlik-Xah al Fars. Sembla que no fou un governant hàbil i tenia pocs coneixements d'Alcorà i d'àrab, ja que era persa.